# Алшар
Алшар — золото-мышьяково-сурьмо-таллиевая формация, расположенная в общине Кавадарци на юге Северной Македонии. Сформировалась в гидротермальных условиях при низких температурах. В течение некоторого времени велась добыча в богатой таллием части этого месторождения. Таллиевое рудное тело, оставшееся в шахте Црвен Дол, по прежнему содержит около 500 т таллия. Минерал лорандит из этой формации используется для выявления параметров потока солнечных нейтрино.

## Геология
Формация является золоторудным месторождением типа Карлин (аналогичное месторождению Карлин в штате Невада, США)
.

## Добыча
Шахта Црвен Дол разрабатывала слой рудного тела, бедный сурьмой и богатый мышьяком и таллием. Среди минералов, составляющих большую часть рудного тела реальгар, аурипигмент, мышьякосодержащий пирит и марказит. На месторождении шла активная добыча между 1880 и 1908 годами. В течение этого периода добывались сурьма, мышьяк и таллий.

## Минералы
Пирит, антимонит, аурипигмент и реальгар — это главные минералы, формирующие руду. Лорандит — это таллиево-мышьяковая сульфосоль с формулой TlAsS2 — главный таллиевый минерал на месторождении. Несколько других таллиевых минералов были обнаружены в шахте на протяжении многих лет, например, янковичит (Tl5Sb9(As,Sb)4S22), фангит (Tl3AsS4) и бернардит (TI(Sb,As)5S5).

## LOREX
Проект LOREX (LORandite EXperiment) использует лорандит из руды этого месторождения для определения параметров потока солнечных нейтрино. Этот минерал содержит большое количество таллия-205, который в результате реакции захвата нейтрино даёт свинец-205. Процесс 205Tl(νe,e−)205 имеет относительно низкую пороговую энергию 52 кэВ и, следовательно, имеет относительно высокую эффективность. В связи с возрастом месторождения от 4,5 до 4,2 миллионов лет, поток солнечных нейтрино можно оценить за последние 4 миллиона лет, определив количество свинца-205 в образце лорандита. Эта реакция может быть вызвана не только нейтрино, но и другими высокоэнергетическими космическими частицами, которые все имеют различные глубины проникновения в земную кору. Поэтому в течение 2008—2010 годов было собрано множество образцов с разных глубин месторождения для получения достоверных данных.